# 成田青央
成田 青央（なりた あお、1969年7月7日 ‐ ）は、日本の著述家、ライター、フリージャーナリスト、カメラマン、エッセイスト。

## 人物
北海道出身。立命館大学産業社会学部卒業後、映画会社松竹の営業宣伝などを経て、2001年作家デビュー。その後、舞台脚本・作詞・カメラマン・プロデュースなどでも活動をしている。

## 主な著作
- ペット虐待列島―動物たちの異議申し立て　リベルタ出版
- アロマとハーブ業界でスペシャリストになる!? (How nual資格がとれる) 秀和システム
- あなたの隣りの詐欺師たち (コスモ文庫) 永岡書店
- D級都姿伝説 (MG BOOKS) エムジー・コーポレーション
- 東京恋愛　マーヴェリック出版
- 儲かる!インターネットビジネスの秘密 (図解visual guide book) 秀和システム
- 2時間で読める!インド株成功の秘訣がわかる本　秀和システム
- 「株式投資塾・これだけ知っていれば失敗しない!」　全日出版
- SS系―Empire of Sunday Silence　東邦出版
- 壊れた少年　総和社
- 決算書がみるみる読める本―できる人は数字がわかる! 　ソシム
- 転職Hippie [新書] 龍馬
- 「ダメサラリーマン」こそ脱サラで成功できる!　マーヴェリック出版
- 株式投資練習帳―あなたを救う必勝投資法　すばる舎
- 絶対損をしない!!賢い生命保険の選び方 　総和社
- 隠し念仏 [新書] 　龍馬
- 宵待奇憚　龍馬
- プロ作家がそっと教える取材法・基礎編 [新書] 　龍馬

## 主な共著
- 内気な人の生き方にはコツがある!―本多流ポジティブ・シンキング 本多 信一 (著), 成田 青央 (著) PHP研究所
- Drop of Words　iP project (著), 成田 青央 (著), 恵 (編集)太陽書房
- 世界に拡がるユダヤ・聖書伝説―謎と真相 (別冊歴史読本 (76)) 成田 青央 (著) , ガエタノコンプリ (著), 月森 聖巳 (著), 高橋 誠 (著), 杉田 米行 (著), 古曳 正夫 (著) 新人物往来社
- 風俗嬢の告白 PART1 (コスモ文庫)ドキュメント・リサーチャー (著), 成田 青央 (著) 永岡書店

## ケータイ小説作品
- アロワナ—古墳の上の学校—　いるかネットブックス　電子書店パピレス　Timebook Town／yomi:na TBSブックス オリコン音楽情報 紀伊國屋書店BookWeb
- 秋桜　いるかネットブックス　電子書店パピレス　Timebook Town／yomi:na
- 東京恋愛シリーズ　　いるかネットブックス　電子書店パピレス　Timebook Town／yomi:na

## 主なテレビ制作
- 札幌テレビ放送「EDiT TV」 - 札幌スーパーギャグメッセンジャーズなどと共に、ギャグコーナーの企画構成

## 主な舞台制作
- 「東京恋愛」(神戸三宮シアター)

## 主なテレビ・ラジオ出演歴

### テレビ
- テレビ東京「給与明細」ビジネスコメント取材
- テレビ神奈川「動物虐待特集」コメンテーター出演
- TBS「ニュースの森」特集コメント取材
- 日本テレビ「ニュースプラス1」特集コメント取材

### ラジオ
- レインボータウンFM「新崎ももの『ディアフレンズ』」出演
- FM北海道　オモシロビジネス出演
- FM石川　書籍インタビュー出演
- FM四日市　書籍インタビュー出演

## 連載雑誌
- 『月刊ビジネスフロンティア21』(ビジネスフロンティア21出版社) - 福祉コラムを連載中